# Museu Postal (Liechtenstein)
O Museu Postal (em alemão:  Postmuseum Liechtenstein) é um museu localizado em Vaduz, capital de Liechtenstein, especializado na história postal e filatélica do país. Integra o conjunto de museus administrados pelo Museu Nacional de Liechtenstein.

## História
O Museu Postal foi fundado em 1930, tendo inaugurado sua primeira exposição pública em 1936, no novo edifício dos correios de Vaduz. Nos anos seguintes, o museu passou por diversas relocações, até estabelecer-se em 1957 no edifício Engländerbau (English Building Art Space), onde permanece até hoje.
Em 1967, foi criado o Escritório de Design de Selos, cujo diretor passou também a exercer a função de diretor do museu. Posteriormente, em 2006, o Museu Postal foi incorporado administrativamente ao Museu Nacional de Liechtenstein.
No ano de 2018, o museu passou por uma ampla renovação, que incluiu a digitalização de grande parte de suas exposições. Em reconhecimento à modernização de suas instalações, o museu foi indicado, em 2019, ao prêmio Museu Europeu do Ano, concedido pelo European Museum Forum.

## Acervo
O museu expõe selos postais emitidos por Liechtenstein desde 1912, além de apresentar a história do serviço postal do país.Os temas abordados nos selos incluem correio aéreo, arquitetura, negócios e economia, Natal, brasões de armas, cultura, costumes, Europa, lendas, natureza e paisagens, personalidades notáveis, casa principesca, religião, esporte, signos do zodíaco, entre outros.
O museu também exibe matrizes de impressão ("needle plates"), projetos de design e provas de impressão.
As exposições digitais apresentam versões digitalizadas de todos os selos emitidos pelo país, disponíveis em um catálogo online.
Além da exposição permanente, o museu realiza regularmente exposições temporárias de arte contemporânea.